# Nuoto di fondo ai campionati europei di nuoto 2018 - 5 km a squadre
La gara dei 5 km in acque libere a squadre si è svolta la mattina dell'11 agosto 2018 e vi hanno partecipato 9 squadre.

## Medaglie
| Posizione | Atleti                                                            | Paese       |
| --------- | ----------------------------------------------------------------- | ----------- |
| Oro       | Esmee Vermeulen Sharon van Rouwendaal Pepijn Smits Ferry Weertman | Paesi Bassi |
| Argento   | Leonie Beck Sarah Köhler Sören Meißner Florian Wellbrock          | Germania    |
| Bronzo    | Lara Grangeon David Aubry Lisa Pou Marc-Antoine Olivier           | Francia     |

## Risultati
| Pos. | Atleti                                                              | Nazionalità   | Tempo   |
| ---- | ------------------------------------------------------------------- | ------------- | ------- |
|      | Esmee Vermeulen Sharon van Rouwendaal Pepijn Smits Ferry Weertman   | Paesi Bassi   | 52'35"0 |
|      | Leonie Beck Sarah Köhler Sören Meißner Florian Wellbrock            | Germania      | 52'35"6 |
|      | Lara Grangeon David Aubry Lisa Pou Marc-Antoine Olivier             | Francia       | 52'46"7 |
| 4    | Danielle Huskisson Tobias Robinson Jazmin Carlin Jack Burnell       | Gran Bretagna | 52'51"3 |
| 5    | Martina De Memme Matteo Furlan Giulia Gabbrielleschi Mario Sanzullo | Italia        | 52'53"1 |
| 6    | Denis Adeev Mariia Novikova Sofia Kolesnikova Kirill Abrosimov      | Russia        | 53'49"5 |
| 7    | Paula Ruíz Guillem Pujol Raúl Santiago María de Valdés              | Spagna        | 54'23"8 |
| 8    | Ivan Fratrič Tomáš Peciar Karolína Balážiková Carmen Mikušová       | Slovacchia    | 58'46"1 |
| —    | Dániel Székelyi Dávid Huszti Onon Sömenek Melinda Novoszáth         | Ungheria      | DSQ     |